# Motor-Columbus
Die Motor-Columbus AG war ein von 1895 bis 2007 existierendes Schweizer Unternehmen in der Energieversorgungsbranche mit Sitz in Baden. Ursprünglich als Ingenieur- und Finanzierungsgesellschaft im Bereich des Kraftwerkbaus gegründet, wandelte sie sich zur Holdinggesellschaft der Aare-Tessin AG für Elektrizität (Atel) und ging schliesslich im Rahmen einer Bereinigung der Konzernstrukturen in der eigenen Tochtergesellschaft auf.

## Geschichte
Walter Boveri, Gründer des Elektrotechnikkonzerns Brown, Boveri & Cie. (BBC; heute ABB), hatte 1894 im Zusammenhang mit dem Bau des Kraftwerks Ruppoldingen die Elektrizitätswerk Olten-Aarburg AG (EWOA) gegründet. Er gelangte dabei zur Überzeugung, dass für die Projektierung, die Finanzierung und den Bau solcher Anlagen ein weiteres Unternehmen nötig sei. Deshalb gründete er am 20. November 1895 die Motor AG für angewandte Elektrizität.
Die Gesellschaft hatte bei Gründung ein Aktienkapital von 3 Mio. Franken, wovon 20 % eingezahlt waren. Hauptaktionäre waren Allgemeine Deutsche Credit-Anstalt aus Leipzig, BBC und die Bank Leu. Weiteres Kapital kam von schweizerischen, deutschen und belgischen Firmen, sowie Privatpersonen. Zweck der Firma waren Finanzgeschäfte und Unternehmungen im Bereich der angewandten Elektrotechnik und Elektrochemie.
Dem ersten Verwaltungsrat gehörten die folgenden Personen an: 
- Armin Kellersberger, FDP-Ständerat des Kanton Aargaus
- Walter Boveri, Mitbegründer der BBC
- Fritz Funk, Cousin von Walter Boveri
- Max Huth, Direktor der Allgemeine Deutsche Credit-Anstalt aus Leipzig
- Favreau
- H. Schmidt, Stadtrat in Leipzig
- Dr. R. Spöndlin-Escher aus Zürich
- Mumm, Frankfurt
- Dr. Rödiger, Frankfurt[1]

Das Unternehmen plante und finanzierte in den Folgejahren mehrere Wasserkraftwerke, die dafür benötigten Anlagen stammten ausnahmslos von der BBC. Nach Fertigstellung führte die Motor AG die Kraftwerke jeweils in selbständige Unternehmen über. 1903 koppelte sie die Kraftwerke Kander und Hagneck mit dem Bau einer Hochspannungsleitung zum ersten Stromverbund der Schweiz. 1908 folgte der Stromverbund zwischen den Werken Beznau und Löntsch. Diese bildeten den Grundstein für die Bernischen Kraftwerke (1909) bzw. für die Nordostschweizerischen Kraftwerke (1914, heute Axpo).
Bereits vor der Jahrhundertwende beteiligte sich die Motor AG erstmals auch an Kraftwerkprojekten im Ausland, mit Schwerpunkt in Italien. Gemeinsam mit der BBC spielte sie eine wichtige Rolle bei der Elektrifizierung des italienischen Eisenbahnnetzes. 1912 erhielt das Unternehmen den Auftrag zum Aufbau der Elektrizitätsversorgung der argentinischen Hauptstadt Buenos Aires. Um ihre Beteiligung an der Compañía Italo-Argentina de Electricidad zu erhöhen, gründete sie 1913 mit mehreren Partnern die Columbus AG für elektrische Unternehmungen. Aufgrund der gesunkenen Nachfrage an Kraftwerken während und nach dem Ersten Weltkrieg geriet die Motor AG in finanzielle Schwierigkeiten, weshalb sie im November 1923 mit ihrer Schwesterfirma zur Motor-Columbus AG fusionierte.
Die Weltwirtschaftskrise traf die Motor-Columbus besonders im Südamerika-Geschäft hart, weshalb das Unternehmen 1937 eine Wertberichtigung von fast 40 % vornehmen musste. Auch das Inlandgeschäft litt: Das 1931 fertiggestellte Kraftwerk Piottino in der Leventina konnte kaum Strom nach Norditalien liefern. Um das Absatzproblem zu lösen, baute Motor-Columbus 1932/33 mit der Gotthardleitung die erste alpenquerende Hochspannungsleitung. Diese Pionierleistung verhalf dem Unternehmen in der Folge zu einer führenden Stellung im Stromleitungsbau. Die neue Leitung ermöglichte 1936 auch die Fusion der EWOA und der Officine Elettriche Ticinesi zur Aare-Tessin AG für Elektrizität (Atel).
Vom Zweiten Weltkrieg war die Motor-Columbus kaum betroffen, da die meisten Anlagen im Inland und in Südamerika lagen. Auch an die Achsenmächte lieferte sie Strom. In den folgenden Jahrzehnten baute die Motor-Columbus im Auftrag anderer Unternehmen mehrere Speicherkraftwerke, darunter am Lago di Lucendro, am Zervreilasee und am Lac d’Emosson. Ab 1966 verfolgte das Unternehmen das Projekt zum Bau des Kernkraftwerks Kaiseraugst, welches jedoch 1988 nach langwierigen politischen Auseinandersetzungen aufgegeben werden musste. Das erworbene Know-how konnte jedoch beim Bau des Kernkraftwerks Gösgen eingesetzt werden.
Im Zuge einer Diversifikationsstrategie wurden 1969 die technischen Abteilungen der Motor-Columbus in der Motor-Columbus Ingenieurunternehmung (MC ING) verselbständigt. Die hauptsächlich im Ausland tätige MC ING zählte zu ihrem Höhepunkt im Jahr 1982 rund 800 Mitarbeiter. Doch das Auslandsgeschäft brach daraufhin regelrecht ein und das Tochterunternehmen musste 1988 aufgelöst werden. Auch andere Diversifikationen wie eine Mehrheitsbeteiligung am Generalunternehmer Mobag, der Einstieg in das Geschäft mit Kabelfernsehnetzen (Telecolumbus) und die Übernahme des Audiogeräteherstellers Revox scheiterten.
Ab 1992 war das Unternehmensziel der Aufbau einer internationalen Elektrizitätsholding, an der sich zu einem späteren Zeitpunkt Électricité de France (EDF) und RWE beteiligen sollten. Alle noch bestehenden Aktivitäten im Bereich der elektrischen Energie und des Ingenieurwesens gingen an die Atel über und die Motor-Columbus wandelte sich zu einer reinen Finanzholding. 1996 waren je 20 % des Aktienkapitals im Besitz von EDF und RWE, weitere 37 % gehörten der Schweizerischen Bankgesellschaft (heute UBS). Die Strommarktliberalisierung in der Europäischen Union machte EDF und RWE 1997 zu Konkurrenten, womit auch das Holdingprojekt scheiterte.
Die Motor-Columbus, deren Hauptaktionärin ab 2004 die UBS war, verfolgte ein neues Ziel, die Schaffung einer neuen schweizerischen Energieholding unter dem Dach der Atel. In ihrem letzten Geschäftsjahr 2006 beschäftigte Motor-Columbus rund 7'900 Mitarbeiter und erwirtschaftete einen Umsatz von 11,334 Milliarden Schweizer Franken. Im November 2007 entstand durch Umbenennung der Motor-Columbus und Aktientausch die neue Atel Holding, die ihren Sitz nach Olten verlegte. Atel Holding und die westschweizerische EOS Holding fusionierten per 1. Januar 2009 zur Alpiq Holding.

## Verwaltungsratspräsidenten
- 1895–1924: Walter Boveri
- 1924–1942: Agostino Nizzola
- 1942–1951: Hans von Schulthess-Rechberg
- 1951–1970: Theodor Boveri
- 1970–1976: Guido Hunziker
- 1976–1986: Michael Kohn
- 1986–1993: Angelo Pozzi
- 1993–2007: Heinrich Steinmann